# 矮伞芹属
矮伞芹属（学名：Chamaesciadium）是伞形科下的一个属，为多年生草本植物。该属共有约3种，自苏联向东南分布至阿富汗、土耳其、伊朗、印度和中国的新疆、西藏。